# Lluís Ortega
Lluís Ortega (Barcelna, 1972) és un arquitecte i professor universitari català. Doctor Arquitecte per la Universitat Politècnica de Catalunya (UPC), llicenciat en Filosofia per la Universitat de Barcelona, i Màster of Science (AAD) per la Columbia University. És cofundador i director de JL-Office, actualment és professor titular de la UPC. Prèviament va ser professor a l' IIT i UIC (Chicago), a la Universitat Torcuato di Tella a Buenos Aires, a la Universitat d'Alacant, a GSD Harvard University, Cambridge, i a l'Akademie der Bildenden Künste, Viena. Va ser director de la revista Quaderns d'Arquitectura i Urbanisme (2003-2005).